# Natalia Ivanova (taekwondo)
Natalia Nikoláyevna Ivanova –en ruso, Наталья Николаевна Иванова– (Usolie-Sibirskoye, 1 de septiembre de 1971) es una deportista rusa que compitió en taekwondo. 
Participó en los Juegos Olímpicos de Sídney 2000, obteniendo una medalla de plata en la categoría de +67 kg. Ganó una medalla de plata en el Campeonato Mundial de Taekwondo de 1997 y tres medallas de oro en el Campeonato Europeo de Taekwondo entre los años 1996 y 2002.

## Palmarés internacional
| Juegos Olímpicos   | Juegos Olímpicos         | Juegos Olímpicos | Juegos Olímpicos |
| Año                | Lugar                    | Medalla          | Categoría        |
| ------------------ | ------------------------ | ---------------- | ---------------- |
| 2000               | Sídney (Australia)       | Medalla de plata | +67 kg           |
| Campeonato Mundial |                          |                  |                  |
| Año                | Lugar                    | Medalla          | Categoría        |
| 1997               | Hong Kong (China)        | Medalla de plata | +70 kg           |
| Campeonato Europeo |                          |                  |                  |
| Año                | Lugar                    | Medalla          | Categoría        |
| 1996               | Helsinki (Finlandia)     | Medalla de oro   | +70 kg           |
| 1998               | Eindhoven (Países Bajos) | Medalla de oro   | –72 kg           |
| 2002               | Samsun (Turquía)         | Medalla de oro   | –72 kg           |